# Кумаон
Кумаон (англ. Kumaon) — один з двох адміністративних регіонів індійського штату Уттаракханд. Регіон переважно розташований в Гімалаях, та межує з Тибетським автономним районом КНР на півночі, регіоном Ґархвал на заході, Непалом на сході, штатом Уттар-Прадеш на півдні. Регіон поділяється на 6 округів: Алмора, Баґешвар, Чампават, Найнітал, Пітхораґарх і Удхам-Сінґх-Наґар. Його адміністративний центр — місто Найнітал.
| Індія | Це незавершена стаття з географії Індії. Ви можете допомогти проєкту, виправивши або дописавши її. |